# Lista de prefeitos de Campos Novos

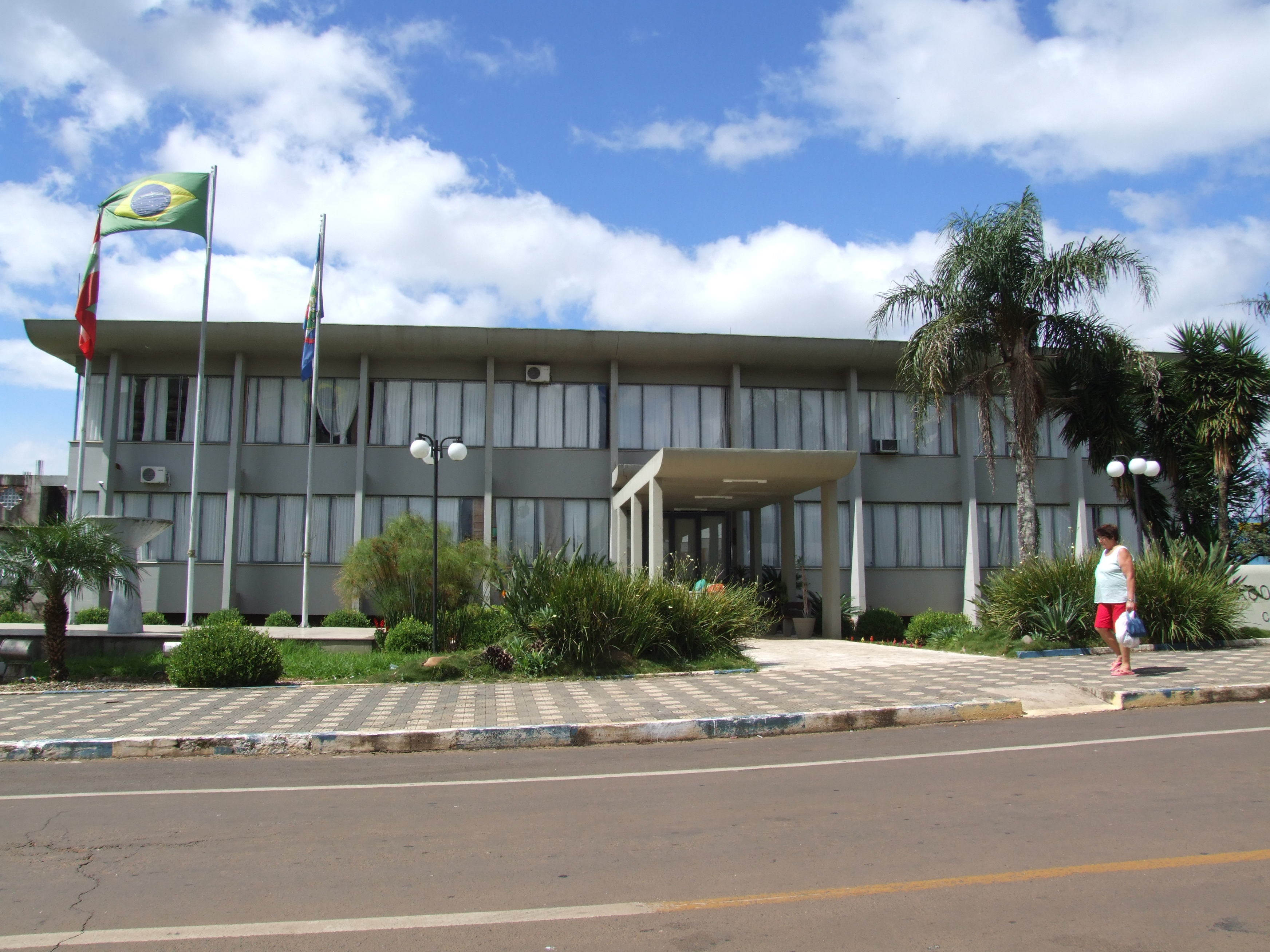
Atual sede da prefeitura municipal de Campos Novos.

Esta é a lista de prefeitos de Campos Novos, município brasileiro no interior do estado de Santa Catarina, que foram promovidos após a emancipação política da cidade, decretada em 30 de março de 1881.
Antes de 1930, os municípios brasileiros eram dirigidos pelos presidentes das câmaras municipais, também chamados de agentes executivos ou intendentes. Somente após a Revolução de 1930 é que foram separados os poderes municipais em Executivo e Legislativo. O primeiro governante da cidade foi o intendente coronel Manuel Ferreira da Silva Farrapo, que subiu ao cargo em 1882. Depois da Revolução de 1930, Campos Novos teve como primeiro representante do poder Executivo e prefeito do município Augusto Carlos Stephanes, empossado em 8 de outubro do mesmo ano.
Hoje, a administração municipal se dá pelos poderes Executivo, Legislativo e Judiciário. O primeiro é representado pelo prefeito e seu gabinete de secretários, em conformidade ao modelo proposto pela Constituição Federal. Silvio Alexandre Zancanaro desempenha o cargo atualmente, assumindo-o no 1º de janeiro de 2017, após ter vencido as eleições municipais de Campos Novos em 2016.

## Lista

### Intendentes
| Lista de intendentes do município de Campos Novos | Lista de intendentes do município de Campos Novos | Lista de intendentes do município de Campos Novos | Lista de intendentes do município de Campos Novos | Lista de intendentes do município de Campos Novos | Lista de intendentes do município de Campos Novos |
| ------------------------------------------------- | ------------------------------------------------- | ------------------------------------------------- | ------------------------------------------------- | ------------------------------------------------- | ------------------------------------------------- |
|                                                   | Nome                                              | Partido                                           | Início do mandato                                 | Fim do mandato                                    | Observações                                       |
| 1                                                 | Manuel Ferreira da Silva Farrapo                  | PCN                                               | 30 de março de 1881                               | 31 de dezembro de 1886                            | Intendente nomeado pelo governador do estado      |
| 2                                                 | Lucidorio Luiz de Mattos                          | PL                                                | 1° de janeiro de 1887                             | 31 de dezembro de 1892                            | Intendente nomeado pelo governador do estado      |
| 3                                                 | Henrique Rupp                                     | PRC                                               | 1° de janeiro de 1893                             | 28 de outubro de 1898                             | Intendente nomeado pelo governador do estado      |
| 4                                                 | Jorge Ricardo da Silva                            | PRC                                               | 29 de outubro de 1898                             | 31 de dezembro de 1906                            | Intendente nomeado pelo governador do estado      |
| 5                                                 | Thobias Alves Fagundes                            | PRC                                               | 1° de janeiro de 1907                             | 31 de dezembro de 1910                            | Intendente nomeado pelo governador do estado      |
| —                                                 | Henrique Rupp                                     | PRC                                               | 1° de janeiro de 1911                             | 9 de setembro de 1913                             | Intendente nomeado pelo governador do estado      |
| 6                                                 | Messias Thibes                                    | PRC                                               | 10 de setembro de 1913                            | 24 de janeiro de 1915                             | Intendente nomeado pelo governador do estado      |
| 7                                                 | Juventino Thomaz Sobrinho                         | PRC                                               | 25 de janeiro de 1915                             | 26 de novembro de 1919                            | Intendente nomeado pelo governador do estado      |
| 8                                                 | Francisco Alves Fagundes                          | PRC                                               | 27 de novembro de 1919                            | 4 de abril de 1923                                | Intendente nomeado pelo governador do estado      |
| 9                                                 | Rodolpho Mattos                                   | PRC                                               | 5 de abril de 1923                                | 2 de outubro de 1926                              | Intendente nomeado pelo governador do estado      |
| 10                                                | Luiz Fabrício                                     | PRC                                               | 3 de outubro de 1926                              | 27 de junho de 1927                               | Intendente nomeado pelo governador do estado      |
| —                                                 | Francisco Alves Fagundes                          | PRC                                               | 28 de junho de 1927                               | 7 de outubro de 1930                              | Intendente nomeado pelo governador do estado      |

### Prefeitos
| Lista de prefeitos do município de Campos Novos | Lista de prefeitos do município de Campos Novos | Lista de prefeitos do município de Campos Novos | Lista de prefeitos do município de Campos Novos | Lista de prefeitos do município de Campos Novos | Lista de prefeitos do município de Campos Novos |
| ----------------------------------------------- | ----------------------------------------------- | ----------------------------------------------- | ----------------------------------------------- | ----------------------------------------------- | ----------------------------------------------- |
|                                                 | Nome                                            | Partido                                         | Fim do mandato                                  | Fim do mandato                                  | Observações                                     |
| 11                                              | Augusto Carlos Stephanes                        | PLC                                             | 8 de outubro de 1930                            | 23 de abril de 1933                             | Prefeito nomeado pelo governador do estado      |
| 12                                              | Theófilo Gonçalves Cordeiro                     | PLC                                             | 24 de abril de 1933                             | 1º de abril de 1936                             | Prefeito nomeado pelo governador do estado      |
| 13                                              | Gasparino Zorzi                                 | PSD                                             | 2 de maio de 1936                               | 31 de julho de 1946                             | Prefeito nomeado pelo governador do estado      |
| 14                                              | Manoel Antunes Stephanes                        | PSD                                             | 1º de agosto de 1946                            | 30 de janeiro de 1951                           | Prefeito eleito em sufrágio universal           |
| —                                               | Gasparino Zorzi                                 | PSD                                             | 2 de fevereiro de 1951                          | 30 de janeiro de 1956                           | Prefeito eleito em sufrágio universal           |
| 15                                              | Augusto Bresola                                 | PSD                                             | 31 de janeiro de 1956                           | 1º de dezembro de 1958                          | Prefeito eleito em sufrágio universal           |
| 16                                              | Anselmo Nino Granzotto                          | PSD                                             | 1º de janeiro de 1959                           | 27 de dezembro de 1960                          |                                                 |
| 17                                              | Luiz Adão Botini                                | PSD                                             | 28 de dezembro de 1960                          | 31 de dezembro de 1965                          |                                                 |
| 18                                              | Dejandir Dalpasquale                            | MDB                                             | 1º de janeiro de 1966                           | 31 de dezembro de 1969                          | Prefeito eleito em sufrágio universal           |
| 19                                              | Nelson Antônio Serpa                            | MDB                                             | 1º de janeiro de 1970                           | 31 de dezembro de 1972                          | Prefeito eleito em sufrágio universal           |
| 20                                              | Melzi Cavazolla                                 | MDB                                             | 1º de janeiro de 1973                           | 31 de dezembro de 1976                          | Prefeito eleito em sufrágio universal           |
| 21                                              | Sebastião Correa                                | ARENA                                           | 1º de janeiro de 1977                           | 31 de dezembro de 1982                          | Prefeito eleito em sufrágio universal           |
| 22                                              | Mansur Melquiades Elias                         | PDS                                             | 1º de janeiro de 1983                           | 31 de dezembro de 1988                          | Prefeito eleito em sufrágio universal           |
| 23                                              | Romildo Titon                                   | PMDB                                            | 1º de janeiro de 1989                           | 31 de dezembro de 1992                          | Prefeito eleito em sufrágio universal           |
| 24                                              | Athos de Almeida Lopes                          | PMDB                                            | 1º de janeiro de 1993                           | 31 de dezembro de 1996                          | Prefeito eleito em sufrágio universal           |
| 25                                              | Oscar Bruno Schaly                              | PDT                                             | 1º de janeiro de 1997                           | 31 de dezembro de 2000                          | Prefeito eleito em sufrágio universal           |
| 25                                              | Oscar Bruno Schaly                              | PSDB                                            | 1º de janeiro de 2001                           | 16 de outubro de 2002                           | Prefeito reeleito em sufrágio universal         |
| 26                                              | Dercílio Crispin Correa                         | PFL                                             | 16 de outubro de 2002                           | 13 de novembro de 2002                          |                                                 |
| 27                                              | Alexandre Alvady Di Domenico                    | PPB                                             | 13 de novembro de 2002                          | 31 de dezembro de 2002                          |                                                 |
| 28                                              | Nelson Cruz                                     | PMDB                                            | 1º de janeiro de 2003                           | 31 de dezembro de 2004                          | Prefeito eleito em sufrágio universal           |
| 28                                              | Nelson Cruz                                     | PMDB                                            | 1º de janeiro de 2005                           | 31 de dezembro de 2008                          | Prefeito reeleito em sufrágio universal         |
| 29                                              | Vilibaldo Erich Schmid                          | PMDB                                            | 1º de janeiro de 2009                           | 31 de dezembro de 2012                          | Prefeito eleito em sufrágio universal           |
| 30                                              | Nelson Cruz                                     | PMDB                                            | 1º de janeiro de 2013                           | 31 de dezembro de 2016                          | Prefeito eleito em sufrágio universal           |
| 31                                              | Silvio Alexandre Zancanaro                      | PSD                                             | 1° de janeiro de 2017                           | 31 de dezembro de 2020                          | Prefeito eleito em sufrágio universal           |
| 31                                              | Silvio Alexandre Zancanaro                      | PSD                                             | 1° de janeiro de 2021                           | 31 de dezembro de 2024                          | Prefeito reeleito em sufrágio universal         |
| 32                                              | Dirceu José Kaiper, Dirceu Pé                   | MDB                                             | 1° de janeiro de 2025                           | Atualidade                                      | Prefeito eleito em sufrágio universal           |